# Pokal evropskih prvakov 1981/82 (hokej na ledu)
Pokal evropskih prvakov 1981/82 je sedemnajsta sezona hokejskega pokala, ki je potekal med 7. oktobrom in 29. avgustom. Naslov evropskega pokalnega zmagovalca je osvojil klub CSKA Moskva.

## Tekme

### Prvi krog
| 1. klub            | Rezultat | 2. klub                   |
| ------------------ | -------- | ------------------------- |
| Stjernen           | 8:1, 8:2 | Aalborg IK                |
| Zaglebie Sosnowiec | 7:3, 8:2 | HC Steaua Bucureşti       |
| Flyers Heerenveen  | 4:0, 4:2 | Alba Volán Székesfehérvár |
| EC Villacher SV    | 4:5, 2:2 | HC Gardena                |
| HK Jesenice        | 3:7, 2:6 | EHC Biel                  |
| CSG Grenoble       | 6:2, 3:1 | Casco Viejo Bilbao        |

### Drugi krog
| 1. klub            | Rezultat  | 2. klub              |
| ------------------ | --------- | -------------------- |
| Zaglebie Sosnowiec | 5:2, 5:7  | Flyers Heerenveen    |
| Stjernen           | 2:3, 3:6  | SG Dynamo Weißwasser |
| HC Gardena         | b.b.      | EHC Biel             |
| CSG Grenoble       | 1:8, 4:11 | SC Riessersee        |

### Tretji krog
| 1. klub              | Rezultat  | 2. klub            |
| -------------------- | --------- | ------------------ |
| HC Gardena           | 0:7, 6:11 | TJ Vitkovice       |
| SC Riessersee        | 7:4, 3:1  | Färjestads BK      |
| SG Dynamo Weißwasser | 3:12, 0:7 | CSKA Moskva        |
| Kärpät Pori          | b.b.      | Zaglebie Sosnowiec |

### Finalna skupina
| 1. klub       | Rezultat | 2. klub      |
| ------------- | -------- | ------------ |
| SC Riessersee | 0:3      | TJ Vitkovice |
| CSKA Moskva   | 13:2     | Kärpät Pori  |
| SC Riessersee | 1:14     | CSKA Moskva  |
| TJ Vitkovice  | 3:1      | Kärpät Pori  |
| SC Riessersee | 6:4      | Kärpät Pori  |
| CSKA Moskva   | 4:3      | TJ Vitkovice |

#### Lestvica
| Poz | Klub          | Točke |
| 1   | CSKA Moskva   | 6     |
| 2   | TJ Vitkovice  | 4     |
| 3   | SC Riessersee | 2     |
| 4   | Kärpät Pori   | 0     |